# Eva Lehečková
Eva Lehečková (* 1. června 1979 Přerov) je česká lingvistka, bohemistka, vysokoškolská pedagožka, členka Ústavu českého jazyka a teorie komunikace Filozofické fakulty Univerzity Karlovy. Od roku 2022 vykonává funkci děkanky Filozofické fakulty Univerzity Karlovy.

## Životopis

### Vzdělání
Eva Lehečková vystudovala magisterský obor český jazyk a literatura – francouzština na Filozofické fakulty Univerzity Karlovy, v roce 2011 tamtéž dokončila doktorské studium v oboru český jazyk.

### Profesní život
Eva Lehečková se odborně zaměřuje na kognitivní lingvistiku, konstrukční gramatiku, morfosyntax a sémantiku vybraných českých konstrukcí, multimodální komunikaci nebo analýzu diskurzu.
Od roku 2004 působí na Ústavu českého jazyka a teorie komunikace Filozofické fakulty Univerzity Karlovy (od roku 2011 jako odborná asistentka), v letech 2011–2017 byla jeho ředitelkou. V období 2014–2015 působila také jako proděkanka Filozofické fakulty Univerzity Karlovy pro studium.
Je členkou badatelského týmu Empirical Perspectives on Communication and Cognition (EPoCC). Podílí se na vývoji multimodálního korpusu mluvené češtiny CZICO (Czech Interactional Corpus). Je zakladatelkou a místopředsedkyní výboru České asociace kognitivní lingvistiky (CALC) a členkou Rady vzdělávací platformy Library of Languages / Knihovna řečí Filozofické fakulty Univerzity Karlovy, která se soustředí na popularizaci jazyků světa a jazykového vzdělávání. V letech 2009–2019 byla zástupkyní šéfredaktora časopisu Studie z aplikované lingvistiky. Byla řešitelkou nebo členkou týmu řady výzkumných projektů, podílela se na organizaci několika mezinárodních konferencí. Spolu s Janem Chromým převzala od Oldřicha Uličného na roky 2008–2013 organizaci studentských workshopů Žďárek.
V anketě Hospodářských novin Top ženy Česka byla 19. března 2024 oceněna odbornou porotou titulem Top žena veřejné sféry roku 2023. 29. září 2024 obdržela Stříbrnou medaili předsedy Senátu.

### Členství v organizacích
- členka ediční rady časopisu Studie z aplikované lingvistiky (od 2020)
- členka oborové rady doktorského studia oboru Český jazyk na Filozofické fakultě Univerzity Karlovy (od 2018)
- členka výboru České asociace kognitivní lingvistiky (od 2018)
- členka Mezinárodní asociace kognitivní lingvistiky (ICLA) (od 2017)
- členka Societas Linguistica Europaea (od 2012)
- členka Jazykovědného sdružení České republiky (od 2012)
- členka odborné rady (Editorial Board) časopisu Constructions and Frames od 2012
- členka odborné rady Laboratoře behaviorálních a lingvistických studií (LABELS) 2012–2016

## Ocenění
- Stříbrná medaile předsedy Senátu[5]